# 仲原善一
仲原 善一（なかはら ぜんいち、1905年（明治38年）11月6日 - 1980年（昭和55年）4月4日）は、日本の農林技官、政治家。参議院議員（2期）。

## 経歴
鳥取県出身。1932年（昭和7年）京都帝国大学農学部農林経済学科を卒業した。
農林省小作官、農林技師、海軍技師、鳥取県農地部長、同農林部長、同経済部長などを歴任。太平洋戦争初頭に海軍民政府要員として南方に派遣された。
1956年（昭和31年）7月の第4回参議院議員通常選挙に鳥取地方区から自由民主党所属で出馬して当選。第6回通常選挙でも当選し、参議院議員を2期務めた。この間、自民党鳥取県連会長、同党政務調査会農林部会副部会長、参議院自民党副幹事長、同国会対策副委員長、第1次池田内閣北海道開発政務次官、参議院農林水産委員長、同地方行政委員長などを務めた。
その他、鳥取県農業協同組合中央会会長、運輸審議会会長なども務めた。
1976年（昭和51年）春の叙勲で勲二等旭日重光章受章。
1980年4月、パーキンソン病で治療中に、心不全により鳥取県東伯郡の自宅で死去した。死没日をもって従六位から正四位に叙される。